# Монтегальда
Монтегальда (итал. Montegalda) — коммуна в Италии, располагается в провинции Виченца области Венеция.
Население составляет 3081 человек, плотность населения составляет 181 чел./км². Занимает площадь 17 км². Почтовый индекс — 36047. Телефонный код — 0444.
Покровительницей коммуны почитается святая Иустина Падуанская, празднование ежегодно 5 октября. .